# 新堂洞
新堂洞（シンダンドン）は大韓民国ソウル特別市中区の東部、東大門市場から近く位置する街区。
本項では法定洞としての新堂洞を扱う。新堂洞の一角を含む行政洞については「新堂洞 (行政洞)」を参照のこと。

## 名称

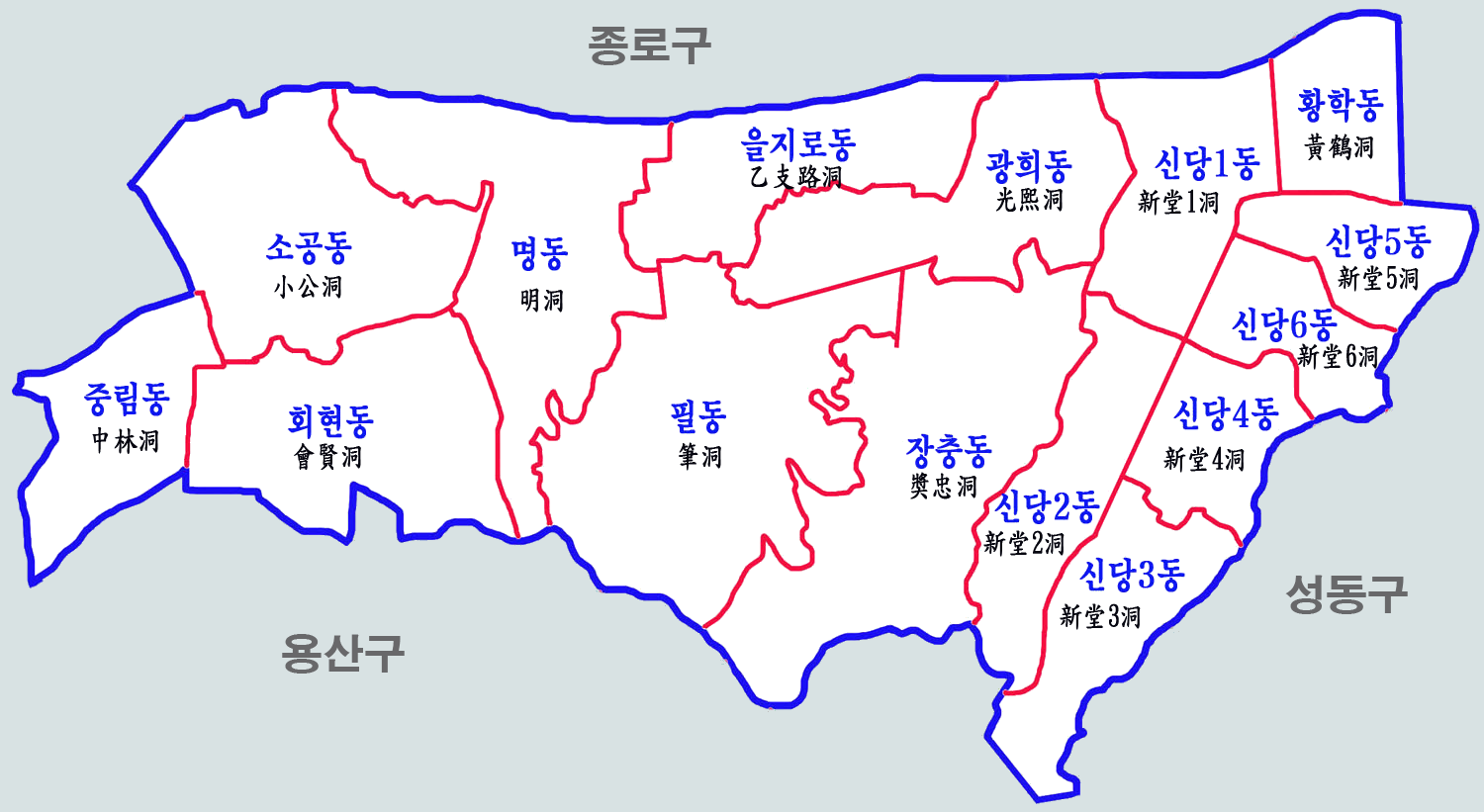
中区の行政洞（名称は2013年7月の改称以前）。区の東部に「新堂」を冠する6つの行政洞があった。

洞の名前は、光煕門の外にある「神堂」を中心に多くの巫俗らが集まって巫子村を成したので「神堂」と呼んだことによる。甲午改革の際に、発音が同じ新堂に変わったといわれる。

## 地理
法定洞としての新堂洞は、行政洞としての新堂洞（2013年7月以前の名称は新堂1洞。以下同じ）、茶山洞（新堂2洞）、薬水洞（新堂3洞）、青丘洞（新堂4洞）、新堂5洞、東化洞（新堂6洞）にまたがる。

## 歴史
朝鮮時代初には漢城府城底十里地域であり、1914年高陽郡漢芝面、新堂里に属した。1936年京城府新堂町に変わり、1943年には城東区に編入された。1946年に現在の新堂洞に変わった後、1975年中区管轄になった。

## 主要公共機関
- 中部消防署
- 道路交通公団
- 城東高等学校

## 交通

### 鉄道
- ソウル交通公社
  - 2号線

新堂駅
  - 6号線

青丘駅